# I Want Candy
I Want Candy – piosenka rockowa napisana w 1965 roku przez Berta Russella, Boba Feldmana, Geralda Goldsteina i Richarda Gottehrera. Utwór w wykonywaniu zespołu The Strangeloves, wydany został na singlu w maju 1965 roku, który w na amerykańskiej liście przebojów Billboard Hot 100 dotarł do miejsca #11.

## Wersja Melanie C
W roku 2007 utwór został nagrany przez brytyjską wokalistkę pop Melanie C. Piosenka, która promowała film o tym samym tytule i umieszczona została na albumie piosenkarki This Time (2007), wydana została jako pierwszy singel prezentujący krążek w Wielkiej Brytanii oraz jako drugi międzynarodowy.

### Informacje o singlu
„I Want Candy” ukazał się jako pierwszy singel w Wielkiej Brytanii dnia 26 marca 2007 w formatach CD singel oraz digital download, jednak nie zyskała na wysokiej popularności ze względu na zaawansowaną promocją krążka This Time w pozostałych krajach europejskich przez Melanie C. W Europie kompozycja wydana została jako drugi singel promujący album, gdzie zdobyła umiarkowany sukces zajmując pozycje w oficjalnych zestawieniach w Danii, Polsce i Włoszech.
Po raz pierwszy artystka zaprezentowała utwór w programie Al Murray’s Happy Hour brytyjskiej stacji ITV1 dnia 24 lutego 2007. By promować singel we Włoszech wokalistka wykonała piosenkę podczas koncertu na gali 2007 TRL Awards zorganizowanej przez MTV. „I Want Candy” został również umieszczony na soundtracku brytyjskiej komedii romantycznej o tytule Słodka jak cukierek, który w języku angielskim odpowiada nazwie singla.

### Popularność singla
W Wielkiej Brytanii singel nie zyskał na popularności, debiutując dnia 1 kwietnia 2007 na notowaniu UK Singles Chart, na pozycji #24. Było to zarazem najwyższe miejsce jakie utwór uzyskał, tydzień później notując wysoki spadek na pozycję #53. Dwa tygodnie od debiutu kompozycja zniknęła z Top 75 oficjalnego zestawienia najchętniej kupowanych singli w Wielkiej Brytanii. Wyższe pozycje „I Want Candy” zyskał w Danii oraz we Włoszech, gdzie w obydwu krajach znalazł się na pozycji #9. W oficjalnym duńskim zestawieniu kompozycja spędziła miesiąc, osiągając najwyższe miejsce w trzecim tygodniu od debiutu, natomiast na oficjalnej włoskiej liście przebojów utwór zajmował pozycje przez dwa tygodnie najwyższą osiągając w dniu debiutu.

### Teledysk
Teledysk do singla reżyserowany był przez Tima Roysa i miał premierę dnia 2 marca 2007 na antenach brytyjskich stacji muzycznych. Klip nagrywany był w przeddzień zdjęć do videoclipu promującego poprzedni singel wokalistki, utwór „The Moment You Believe”.
Teledysk utrzymany jest w dziewczęcym, cukierkowym klimacie i ukazuje wokalistkę śpiewającą oraz tańczącą na różowym tle, wśród reflektorów. W klipie wokalistka ubrana jest w obcisły, czarny kostium, w którym wraz z tancerzami podobnie odzianymi wykonuje układ taneczny. W czasie trwania videoclipu pojawiają się kadry z filmu Słodka jak cukierek, który kompozycja promuje.

### Listy utworów i formaty singla
| Brytyjski CD-maxi singel 1. „I Want Candy” (Wersja singlowa) 3:22 2. „I Want Candy” (Club Junkies Mix) 6:37 3. „I Want Candy” (So-Lo’s Electric Vocal Mix) 5:16 4. „I Want Candy” (So-Lo’s Filtered Disco Dub) 7:33 5. „I Want Candy” Videoclip 3:22 Brytyjski 7" vinyl singel 1. „I Want Candy” 2. „Already Gone” | Promocyjny CD singel 1. „I Want Candy (Club Junkies Mix) 6:37 2. „I Want Candy (So-Lo’s Electric Vocal Mix) 5:14 3. „I Want Candy (So-Lo’s Filtered Disco Dub) 7:29 4. „I Want Candy (Wersja singlowa) 3:23 Włoski CD-maxi singel 1. „I Want Candy” (Wersja singlowa) 3:22 2. „I Want Candy” (Club Junkies Mix) 6:37 3. „I Want Candy” (So-Lo’s Electric Vocal Mix) 5:16 4. „I Want Candy” (So-Lo’s Filtered Disco Dub) 7:33 5. „Already Gone” 4:12 6. „I Want Candy” Videoclip 3:22 |

## Pozycje na listach
| Lista przebojów (2007)      | Najwyższa pozycja |
| --------------------------- | ----------------- |
| Dania Singles Top 40 Chart  | 9                 |
| UK Singles Chart            | 24                |
| Włochy Top 20 Singles Chart | 9                 |

## Inne wersje
- Christina Aguilera wykonała fragmenty utworu podczas swojej rezydentury The Xperience (2019), jako medley z singlową piosenką „Candyman”[8].